# STS-97
إس تي إس-97 (بالإنجليزية: STS-97)‏ الرحلة الأولى بعد المائة ضمن برنامج مكوك الفضاء لوكالة ناسا، والرحلة الخامسة عشر على متن مكوك الفضاء إنديفور، انطلقت الرحلة في 1 ديسمبر 2000 من مركز كينيدي للفضاء ، وهبطت بتاريخ 11 ديسمبر في مركز كنيدي أيضاً، بعد أحد عشر يوماً مكثتها الرحلة في الفضاء، تم خلال الرحلة تركيب مجموعة من ألواح الطاقة الشمسية لمحطة الفضاء الدولية وتشغيل مختبر ديستني بعد الحاقة بالمحطة ونقل امدادات للمحطة، بلغ عدد الرواد المشاركين في الرحلة خمسة رواد من بينهم رائد فضاء كندي.